# International Freedom of Expression Exchange
International Freedom of Expression eXchange (IFEX) ist ein globales Netzwerk von etwa 80 Nichtregierungsorganisationen, die sich für die Meinungsfreiheit einsetzen. Das Netzwerk wurde 1992 in Montreal, Kanada gegründet.
IFEX tauscht über das Internet Informationen aus und führt Aktionen und Kampagnen zu Themen wie Pressefreiheit, Internetzensur, Informationsfreiheitsgesetzen, Diffamierungs- und Beleidigungsgesetzen, Medienkonzentration und zu Angriffen gegen Journalisten, Schriftsteller, Menschenrechtsverteidiger und Internetnutzer durch.
Das Netzwerk umfasst eine breite Koalition von Organisationen, die sich für den Schutz von Journalisten und Medienangestellten, Akademikern, Fotografen und Kameraleuten, Schriftstellern, Cyber-Dissidenten, Verlegern, Cartoonisten, Freien Radiosendern und Bibliotheken einsetzen. Zu den Mitgliedern gehören Human Rights Watch, Reporter ohne Grenzen, die International Federation of Library Associations and Institutions, die Association mondiale des radiodiffuseurs communautaires und P.E.N.
IFEX stellt für viele intergouvernementale Organisationen, die die Meinungsfreiheit beobachten, Informationen zur Verfügung. Dazu gehören die UNESCO, die Afrikanische Kommission der Menschenrechte und der Rechte der Völker, der Europarat, die Europäische Union, der UNHCHR, die Interamerikanische Kommission für Menschenrechte und  der OSZE-Beauftragte für die Freiheit der Medien.